# NGC 2992
NGC 2992 (другие обозначения — MCG -2-25-14, ARP 245, IRAS09432-1405, PGC 27982) — спиральная галактика (Sa) в созвездии Гидра.
Галактика обладает активным ядром и относятся к галактикам сейфертовского типа. Также в галактике фиксируется избыточное излучение радиолинии CO.
Этот объект входит в число перечисленных в оригинальной редакции «Нового общего каталога».